# L'uomo occidentale
L'uomo occidentale è il 17º album in studio del cantautore italiano Edoardo Bennato. Uscito nel 2003, contiene i singoli Stop America e Ritorna l'estate.

## Il disco
L'ultima traccia Love Me, tributo ad Elvis, uno dei veri mentori di Edoardo Bennato, contiene un'altra canzone al suo interno: una traccia fantasma. Si tratta della versione musicale di "Marzo 1821", la poesia di Alessandro Manzoni dedicata alla memoria di Theodor Körner, che Bennato esegue - sia nello stile musicale che nella voce - imitando chiaramente l'amico e collega Francesco Guccini; ai celebri versi del Manzoni, Bennato aggiunge una strofa (sono i versi da 49 a 52 della prima romanza da "Le fantasie" di Giovanni Berchet, pubblicata nel 1829) nella quale è possibile cogliere un'allusione alla Padania leghista. All'arrangiamento di O' Sarracino, hanno lavorato alla prima stesura Salvatore Pisano e Patrix Duenas insieme allo stesso Bennato; il brano è un tributo a Renato Carosone e Bob Marley.
La traccia "Non so darti torto ragazzino" richiama nel ritornello la canzone del 1988 "Il gioco continua" dello stesso Bennato (la quale a sua volta è una cover del classico di Joe South "Games people play").

## Tracce
1. Stop America (4:34)
2. Ritorna l'estate  (4:11)
3. A cosa serve la guerra (3:32)
4. Bambina innamorata (4:03)
5. Non c'è tempo per pensare (4:10)
6. Si scrive Bagnoli (3:26)
7. A me mi piaci così (2:00)
8. Every day, every night (A Kiev ero un professore) (4:27)
9. L'uomo occidentale (4:14)
10. Balli e sballi (2:35)
11. Non so darti torto ragazzino (3:50)
12. Non è amore (3:16)
13. Gloria (3:42)
14. 'O sarracino (Tributo a Renato Carosone/Bob Marley) (4:54)
15. Love me (Tributo a Elvis Presley) (2:45)

## Formazione
- Edoardo Bennato - voce, armonica a bocca
- Renato Droghetti - tastiera
- Gigi De Rienzo - basso, chitarra, tastiera
- Patrix Duenas - basso, cori, chitarra, batteria
- Franco Giacoia - chitarra
- Guido Migliaro - chitarra
- Ernesto Vitolo - organo Hammond
- Aldo Vigorito - basso
- Ivo Parlati - batteria
- Lucio Mazzaro - chitarra
- Rafael Lopez - pianoforte, tastiera
- Aldo Vigorito - contrabbasso
- Roberto Schiano - trombone
- Annibale Guarino - sax
- Luana Heredia, Silvio Pozzoli - cori